# Gele luzernevlinder
De gele luzernevlinder (Colias hyale) is een dagvlinder uit de familie van de witjes (Pieridae). 

## Kenmerken
Kenmerkend voor deze soort is de witte acht (8) op de onderkant van de achtervleugel. De onderste cirkel van de '8' is veel groter dan de bovenste. De voorvleugel heeft een uitgestrekte zwarte punt met een geel raster.

## Verspreiding en leefgebied
Het is een Midden-Europese soort die als trekvlinder ook noordelijker kan worden aangetroffen.
De vliegtijd is van begin mei tot en met eind oktober. Ze komen voor in meestal twee, soms drie generaties (afhankelijk van warme jaren).

## Waardplanten
De gele luzernevlinder komt voor op klaver- en luzernevelden. 

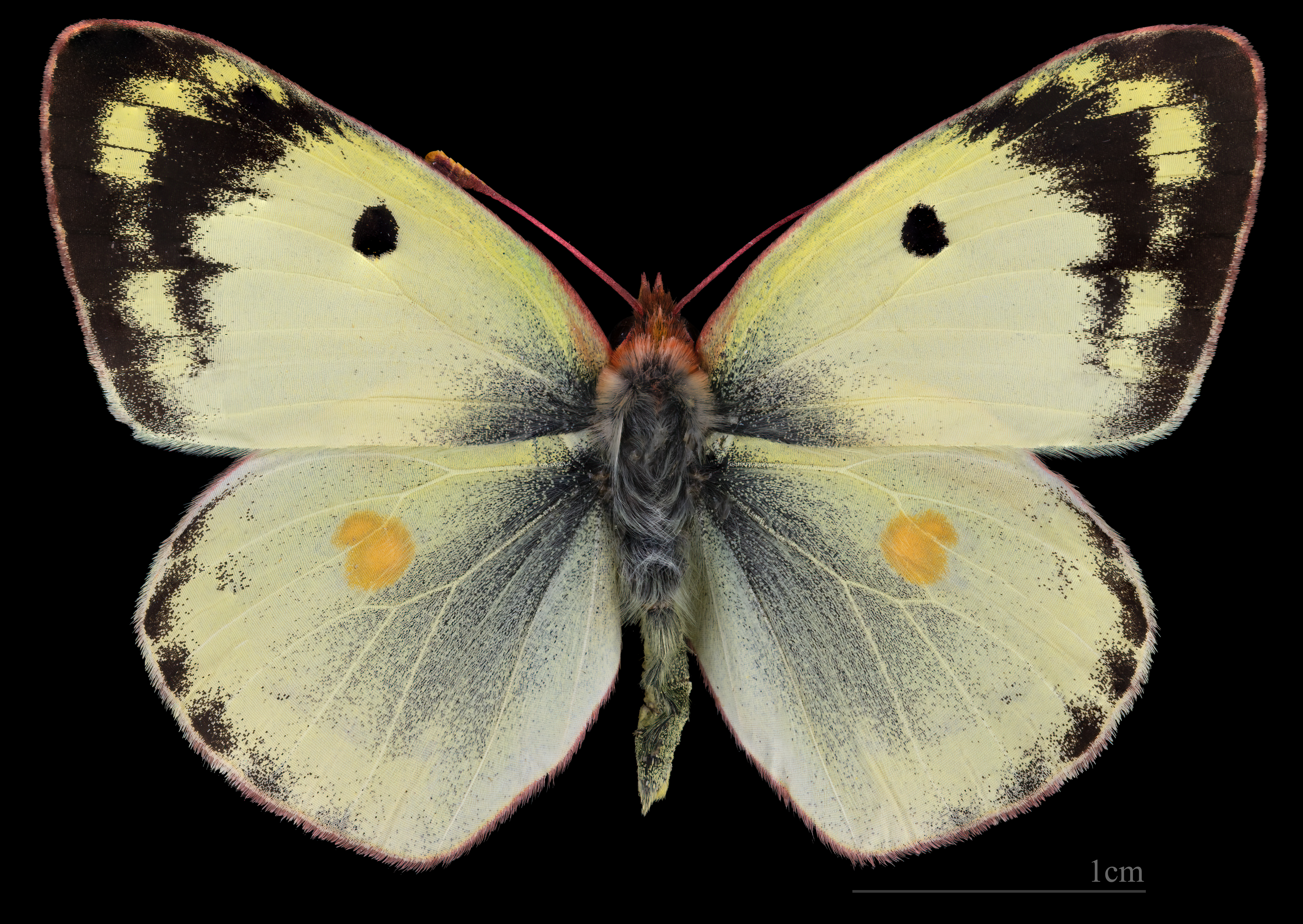
Colias hyale ♂
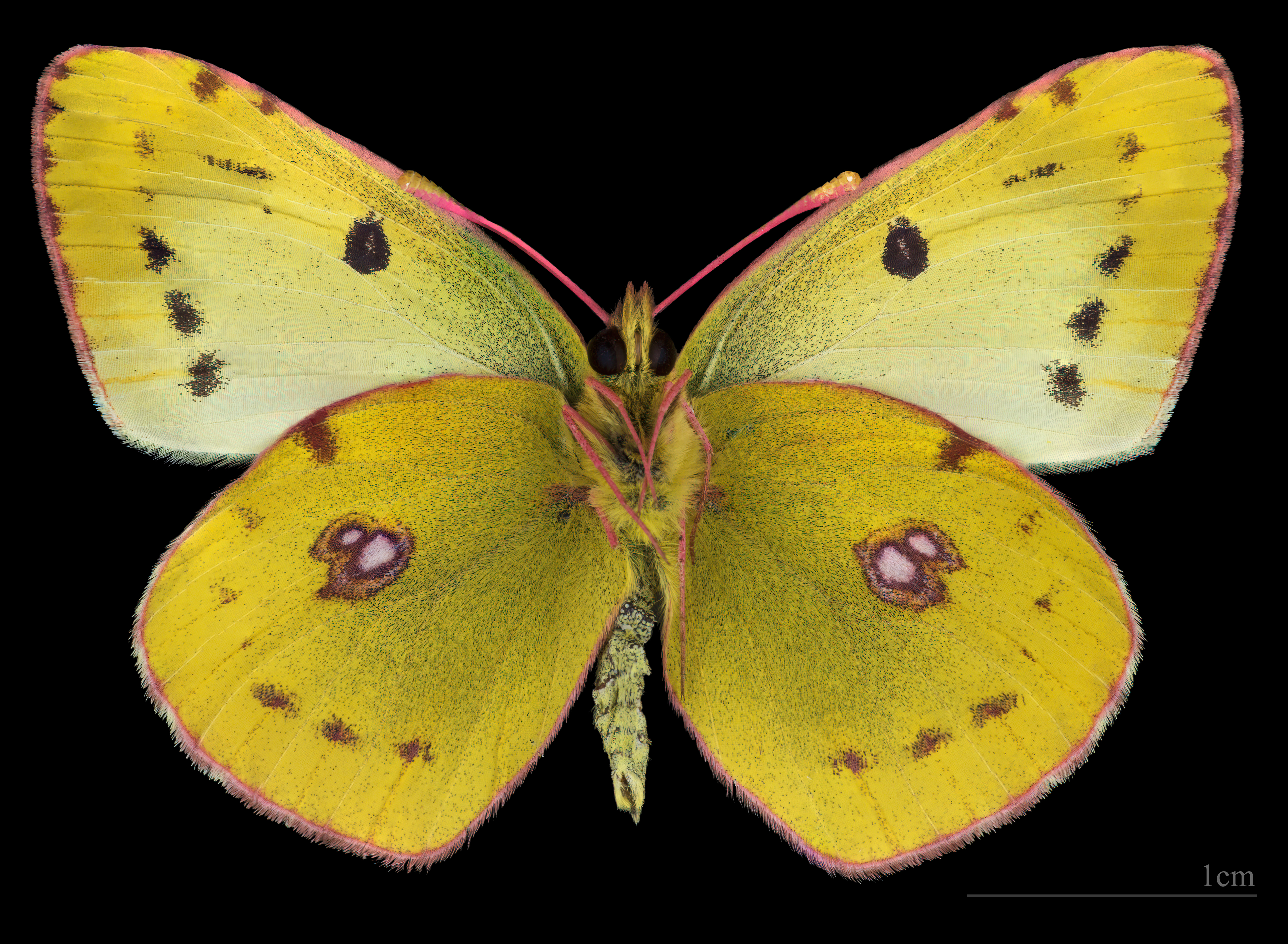
Colias hyale ♂ △
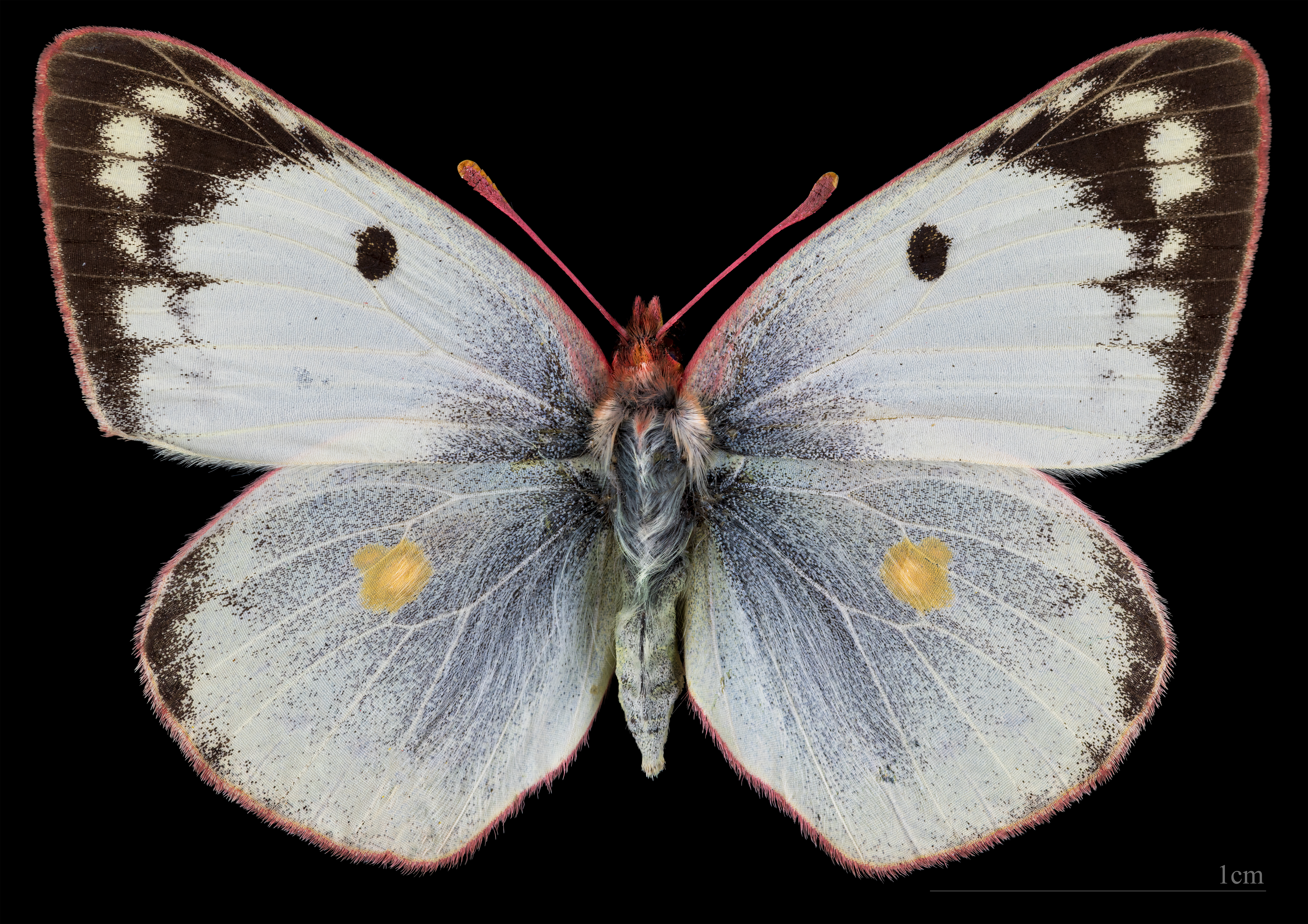
Colias hyale ♀
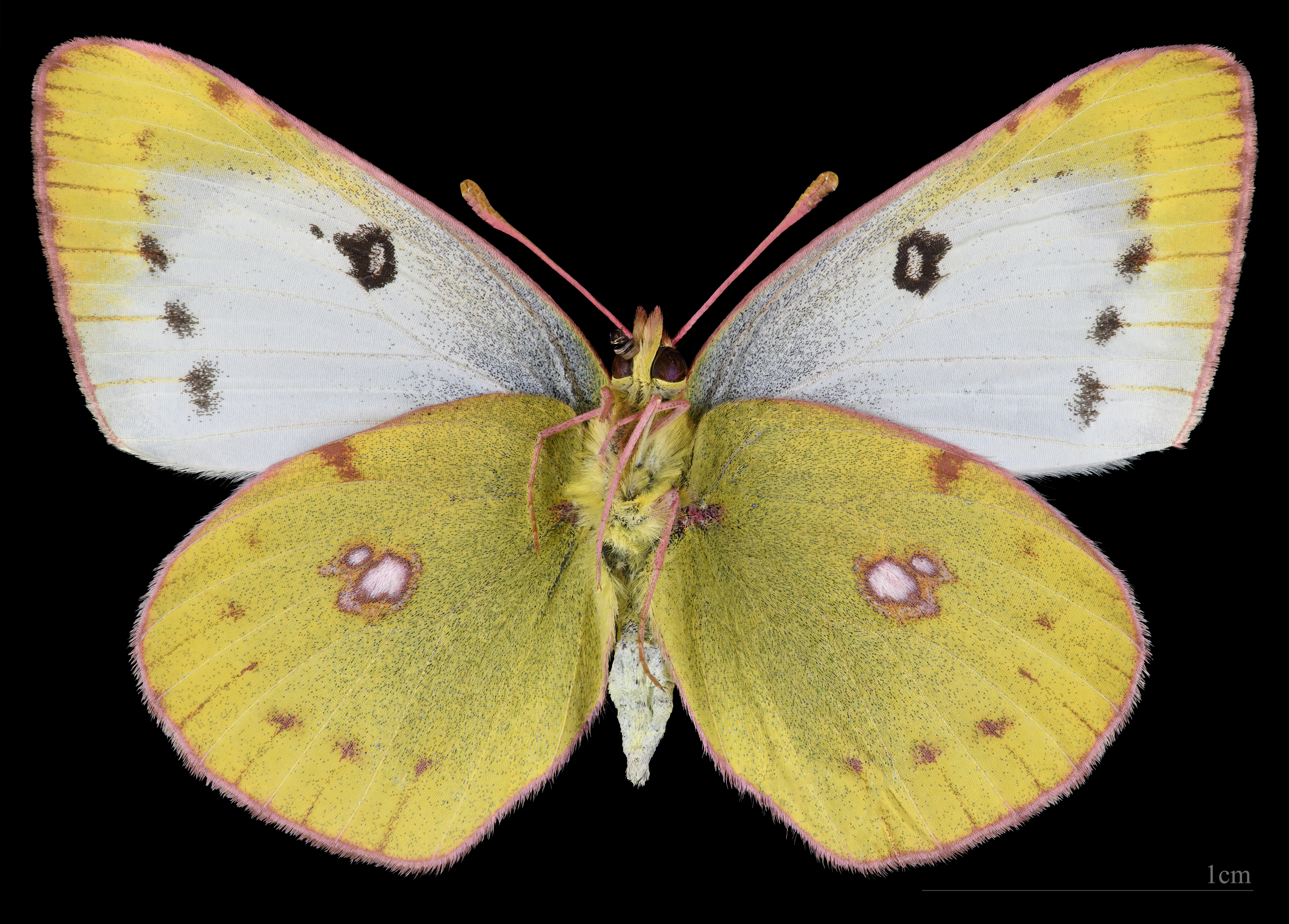
Colias hyale ♀ △